# Yu Zaiqing

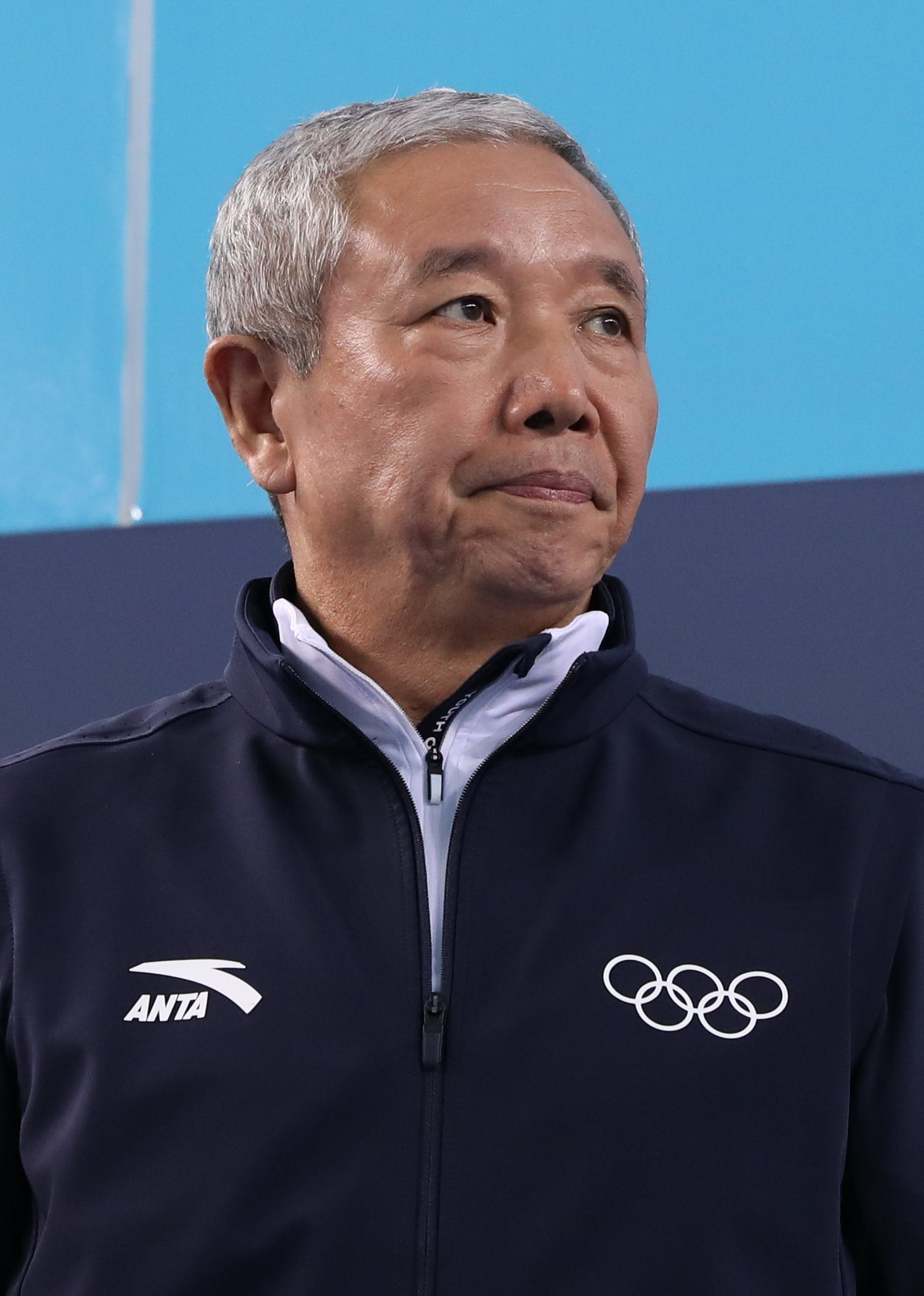
Yu Zaiqing (2018)

Yu Zaiqing (chinesisch 於在青, Pinyin Yú Zàiqīng; * 26. April 1951 in der Provinz Heilongjiang) ist ein chinesischer Politiker und Sportfunktionär.

## Allgemeines
Yu Zaiqing besuchte die Nankai-Universität und erlangte dort den Bachelor. Nach seinem Studium besuchte er im japanischen Osaka die Kansai-Universität für Fremdsprachenstudien.
Yu arbeitete zuerst als Verwaltungsangestellter für die staatliche Kommission für Sport und Körperkultur. Von 1993 bis 1995 war er der Generaldirektor dieser Kommission. Danach wurde er zum Assistenten des Gouverneurs der autonomen Provinz Innere Mongolei. 1999 wechselte er ins Sportministerium und wurde zum Vizeminister ernannt.

## Sportadministration
Seit 1999 ist Yu Vizepräsident des chinesischen NOKs. Bei den Olympischen Sommerspielen 2000 in Sydney war er Chef de Mission der chinesischen Mannschaft. Bei den Winterspielen 2002 und 2006 sowie bei den Sommerspielen 2004 und 2008 war er stellvertretender Chef de Misson.
Von 2002 bis 2008 war Yu Zaiqing Vizepräsident des Organisationskomitees für die Olympischen Sommerspiele 2008 in Peking. Seit 2003 ist er Präsident des internationalen Wushu-Verbandes, seit 2007 Präsident des chinesischen Basketballverbandes. Im Olympic Council of Asia hat er seit 2003 das Amt des Vizepräsidenten inne. Die gleiche Position nimmt er seit 2014 in der Vereinigung der Nationalen Olympischen Komitees ein.

## IOC-Mitgliedschaft
2000 wurde Yu Zaiqing zum IOC-Mitglied gewählt. Von 2008 bis 2012 und wieder seit 2014 ist er einer der IOC-Vizepräsidenten. Er ist Mitglied in der Kommission für Mitgliederwahl, der Kommission für den Olympic Channel und der Marketingkommission.